# Pyecombe
Pyecombe est un village et une paroisse civile située dans le district du Mid Sussex dans le Sussex de l'Ouest au sud de Londres, à 11 km au nord de Brighton.
En 2011 sa population était de 237 habitants. Le village fait partie du Parc national des South Downs.